# 雷库埃尔达
雷库埃尔达，是西班牙卡斯蒂利亚-莱昂索里亚省的一个市镇。总面积67平方公里，总人口117人（2001年），人口密度2人/平方公里。